# Joe Mantegna
Joseph Anthony "Joe" Mantegna, Jr. (født 13. november , 1947) er en amerikansk Tony Award-vindende skuespiller, producer, forfatter og instruktør. Han er bedst kendt for sine roller i De kom, de så, de løb! (1986), The Godfather Part III (1990), Airheads (1994), Forget Paris (1995), Up Close & Personal (1996), The Simpsons Movie (2007), og Criminal Minds (2007).
Mantegna har fået Emmy Award nomineringer for sine roller i tre forskellige miniserie, The Last Don (1997), The Rat Pack (1999) og The Starter Wife (2007). Mantegna har været executive producer for forskellige film og tv-film, såsom Corduroy (1984), Hoods (1998), og Lakeboat (2000), som han også instruerede.
På tv har Mantegna medvirket i den kortlivede serie First Monday (2002) og Joan of Arcadia (2003-2005). Siden 1991-Simpsons episode "Bart morderen" har Mantegna haft en tilbagevendende rolle i den animerede komedieserien The Simpsons som mafiaboss Fat Tony. Han spillede Robert B. Parkers fiktive detektiv "Spenser" i tre tv-film mellem 1999 og 2001. Mantegna erstattede i 2007 Mandy Patinkin som hovedperson i dramaserien Criminal Minds.